# Massive Change

Massive Change est un livre et une exposition par le designer Bruce Mau, présentée à Vancouver en 2004, à Toronto en 2005 et à Chicago en 2006.